# Rue de l'Argile (Strasbourg)
Pour les articles homonymes, voir Rue de l'Argile.
La rue de l'Argile (en alsacien : Leimegässel) est une voie  de Strasbourg, rattachée administrativement au quartier Gare - Kléber, qui va du no 65 de la Grand'Rue à la rue de la Vignette. Jusqu'en 1912 son tracé se poursuivait jusqu'à la rue du Jeu-des-Enfants, mais les démolitions liées à la Grande-Percée l'ont amputée d'une partie de sa longueur.

## Histoire
La future rue de l'Argile apparaît dans de multiples sources dès le Moyen Âge.
De 1365 à 1473, la présence d'un béguinage y est mentionnée. Il appartient à la famille Rebstock qui possède plusieurs maisons à Strasbourg. Une traduction ultérieure de Rebstock (qui signifie « cep de vigne ») est à l'origine du nom de la rue de la Vignette.
Au XVIe siècle, la rue de l'Argile fait partie, comme la rue du Savon, la rue Sainte-Barbe ou la rue Sainte-Hélène, des petites rues décrites comme « véritablement tortueuses », alors que la plupart des vieilles rues strasbourgeoises sont rectilignes.
Au cours de la première moitié du XVIe siècle, le prédicateur protestant et compositeur de cantiques Johannes Anglicus (1502-1577) vit dans cette rue, la Leimengasse. Par analogie, il était surnommé Leimenhans (« Jean de la rue de l'Argile »).
Au milieu du XIXe siècle, Frédéric Piton brosse un tableau assez sombre de ce quartier, « le plus populeux de la ville » : « les hautes maisons de trois et quatre étages se pressent l'une à côté de l'autre ; la plupart, vieilles et noires masures, sans cours, sans jardins, logent une population ouvrière [...].»
L'appellation Leimengasse est attestée dès 1294, puis en 1376, 1489, 1587, 1681, mais on trouve également Leimengesselin en 1405. Les noms français font leur apparition au XVIIIe siècle : rue de la Terre glaise (1765), rue du Limon (1771, 1785, 1794), rue du Bonheur (1794). « Rue de l'Argile » s'impose à partir de la fin du XVIIIe siècle, avec une variante, « ruelle de l'Argile » en 1817, puis le renommage en Leimengasse au moment de l'occupation allemande en 1872 et 1940. La rue adopte son nom actuel en 1945.

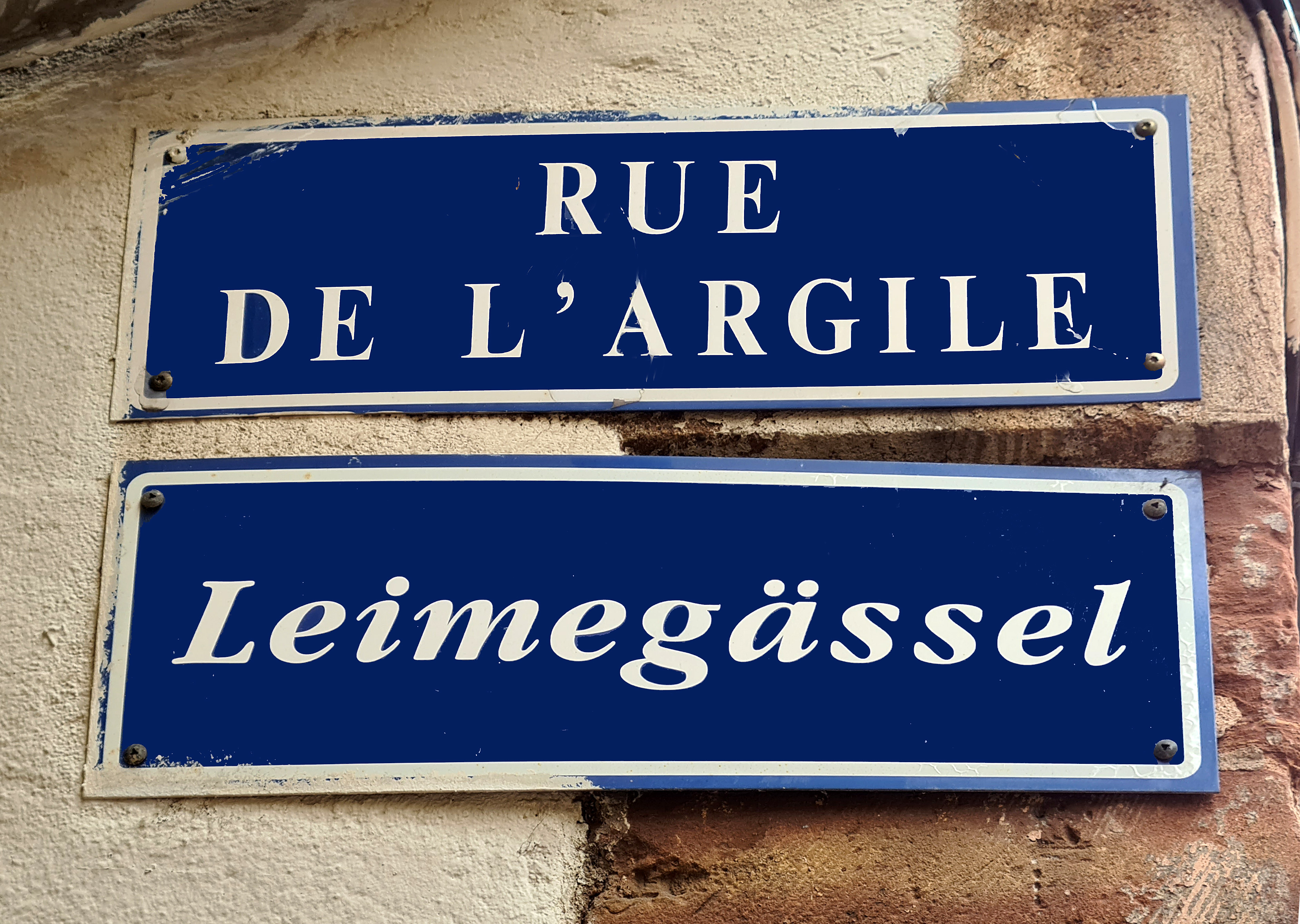
Plaque bilingue, en français et en alsacien.

Lors des grands travaux d'urbanisme entrepris à Strasbourg dans le cadre de la Grande-Percée, le quartier est profondément transformé. La destruction de quelque 500 maisons permet la création de nouvelles voies, telles que la rue du Vingt-Deux-Novembre ou la rue Gustave-Doré. Dans la rue de l'Argile, plusieurs maisons sont également démolies en 1912. C'est le cas notamment des nos 13, 16, 18 ou 31. 
À partir de 1995, des plaques de rues bilingues, à la fois en français et en alsacien, sont mises en place par la municipalité lorsque les noms de rue traditionnels étaient encore en usage dans le parler strasbourgeois. La rue est ainsi sous-titrée Leimegässel.

## Bâtiments remarquables

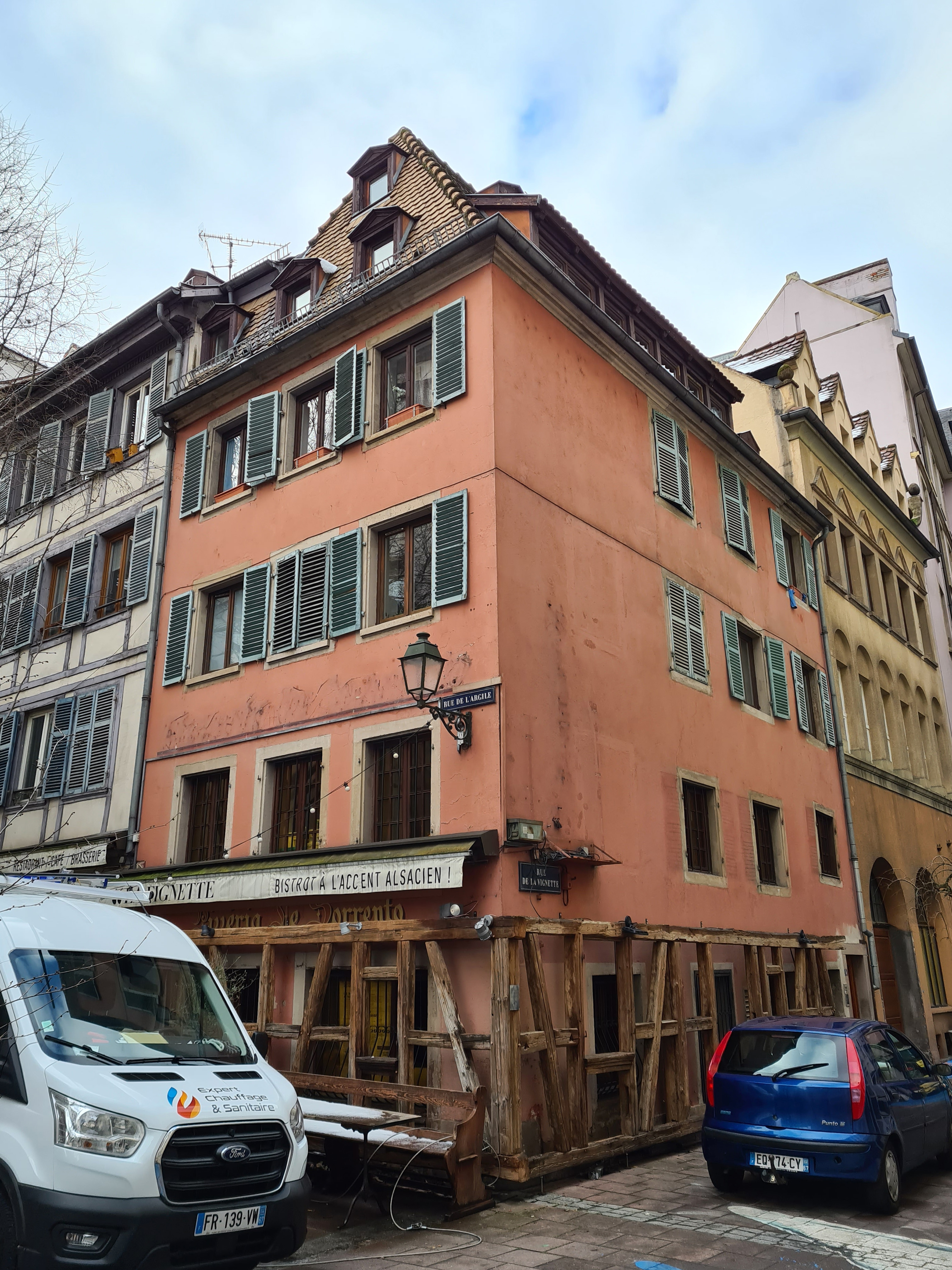
Immeuble d'angle au no 2.

no 2À l'angle de la rue de l'Argile et de la rue de la Vignette, cette maison portait le no 34 avant la Grande-Percée et le no 6 entre 1784 et 1857. Attestée au XVIIe siècle, elle est reconstruite avec trois étages en 1846. En 1920 elle est réunie au no 4 (ancien no 36).
no 8Cette maison à colombages du XIXe siècle abrite une winstub réputée, s'Kaechele,.

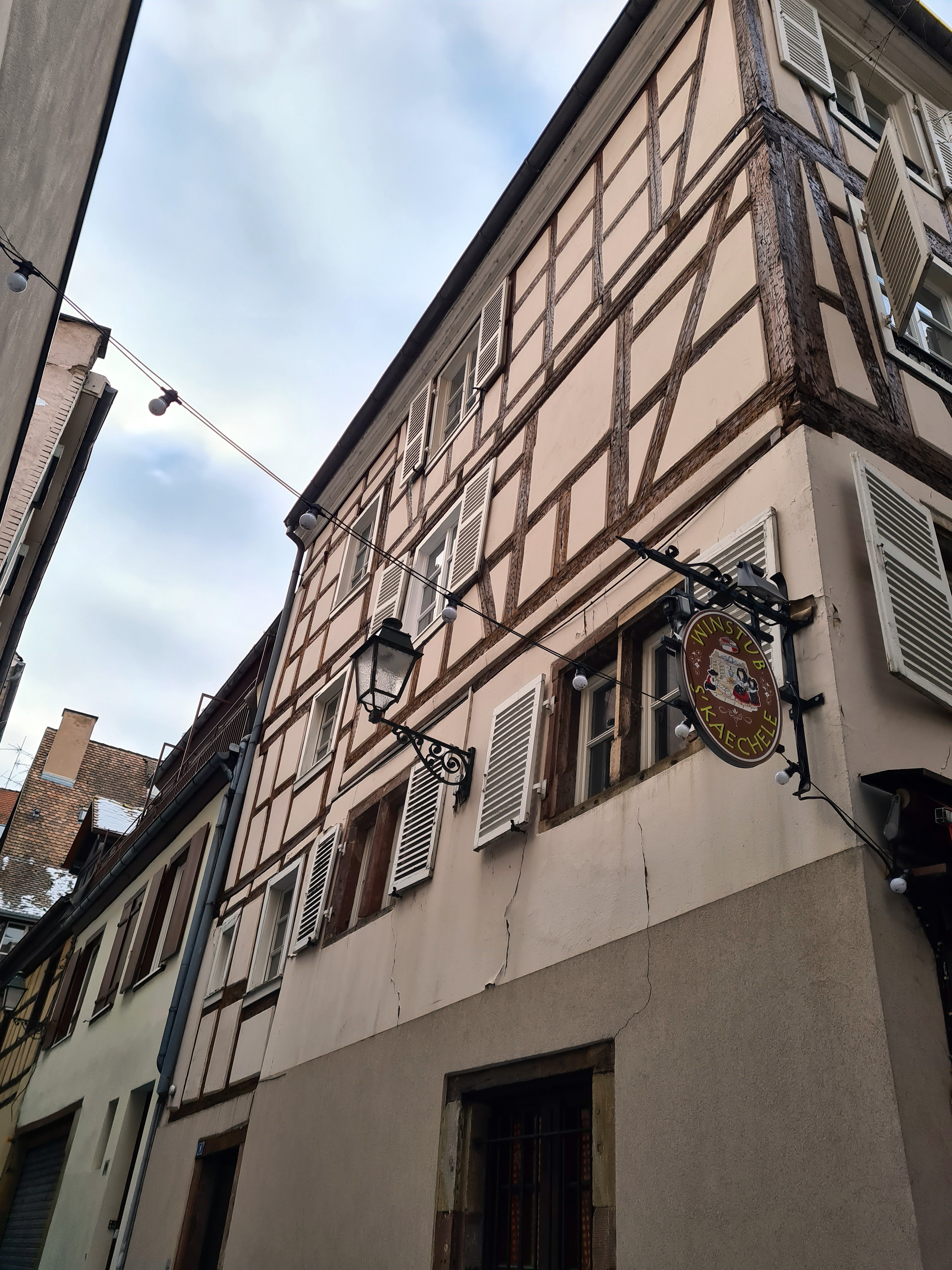
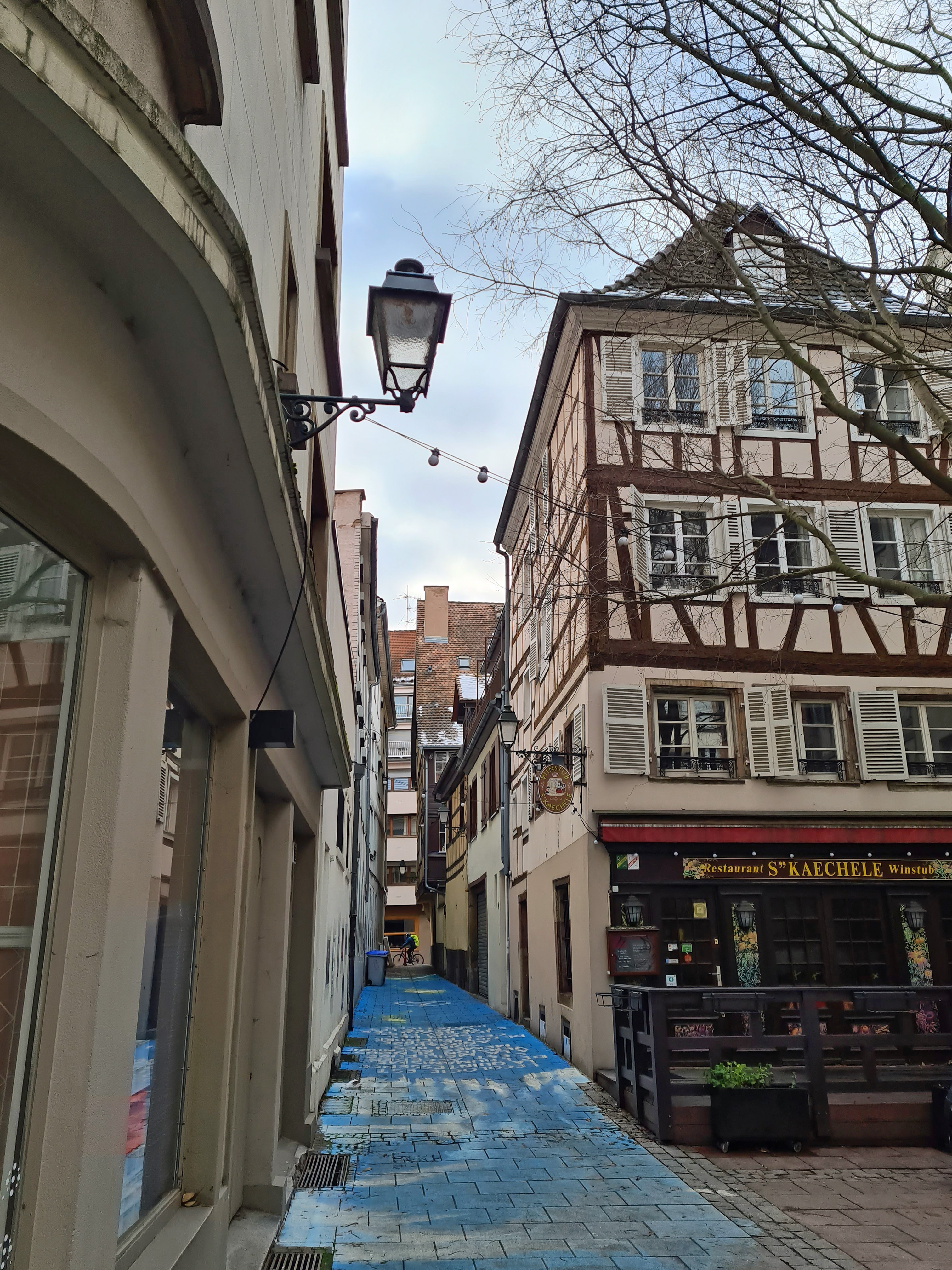
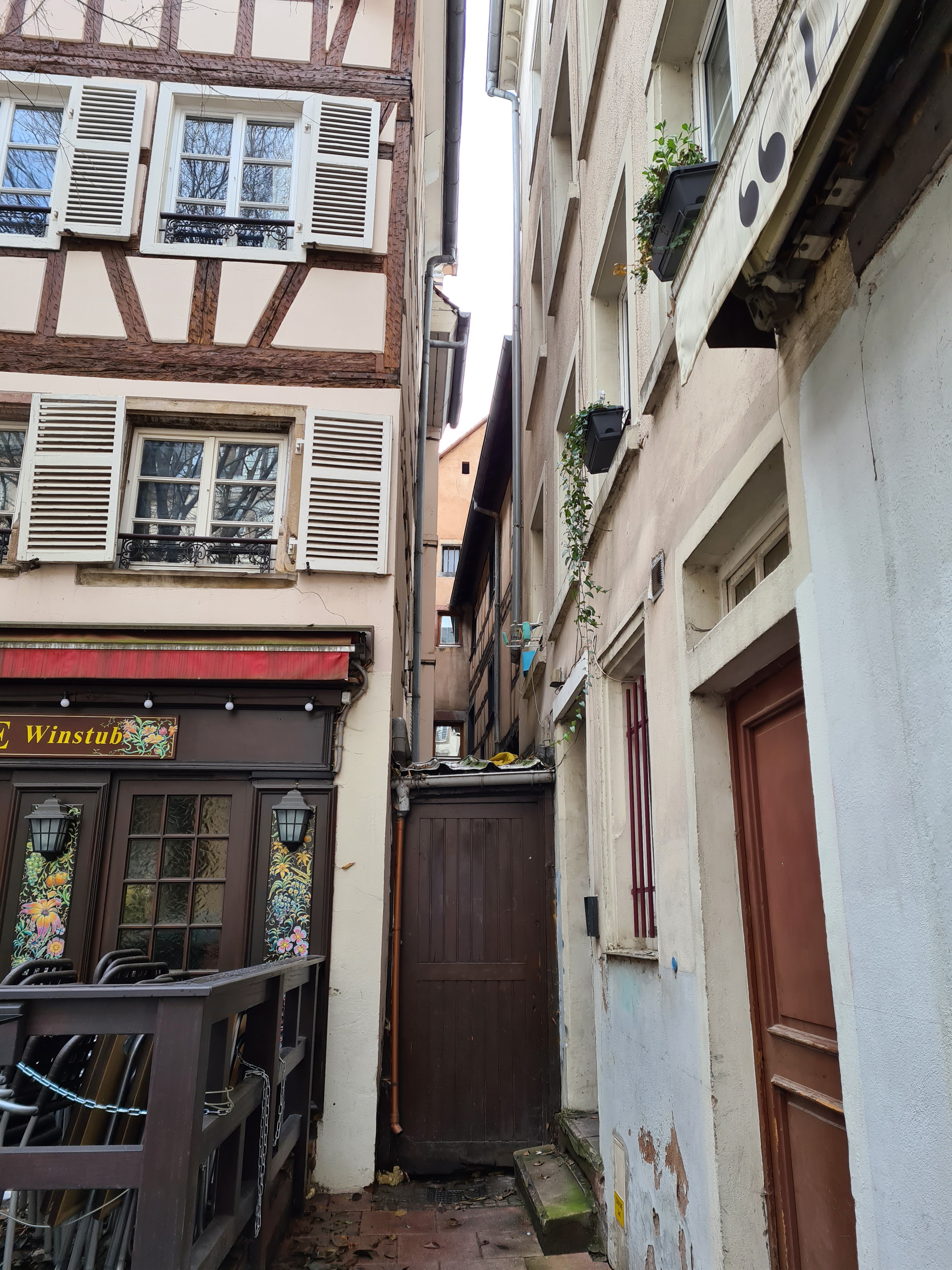

Sur un emplacement cité dès 1427, à l'angle de l'actuelle Grand-Rue, l'immeuble a été construit par un boulanger au milieu du XVIIIe siècle. La façade de l'édifice qui donne sur la Grand-Rue se caractérise par un chaînage d'angle à refends, des encadrements de fenêtres en grès et des linteaux de fenêtres cintrés. Dans l'étroite ruelle, la façade latérale à encorbellement est dotée de colombages.

Entrée au n° 65 de la Grand-Rue.
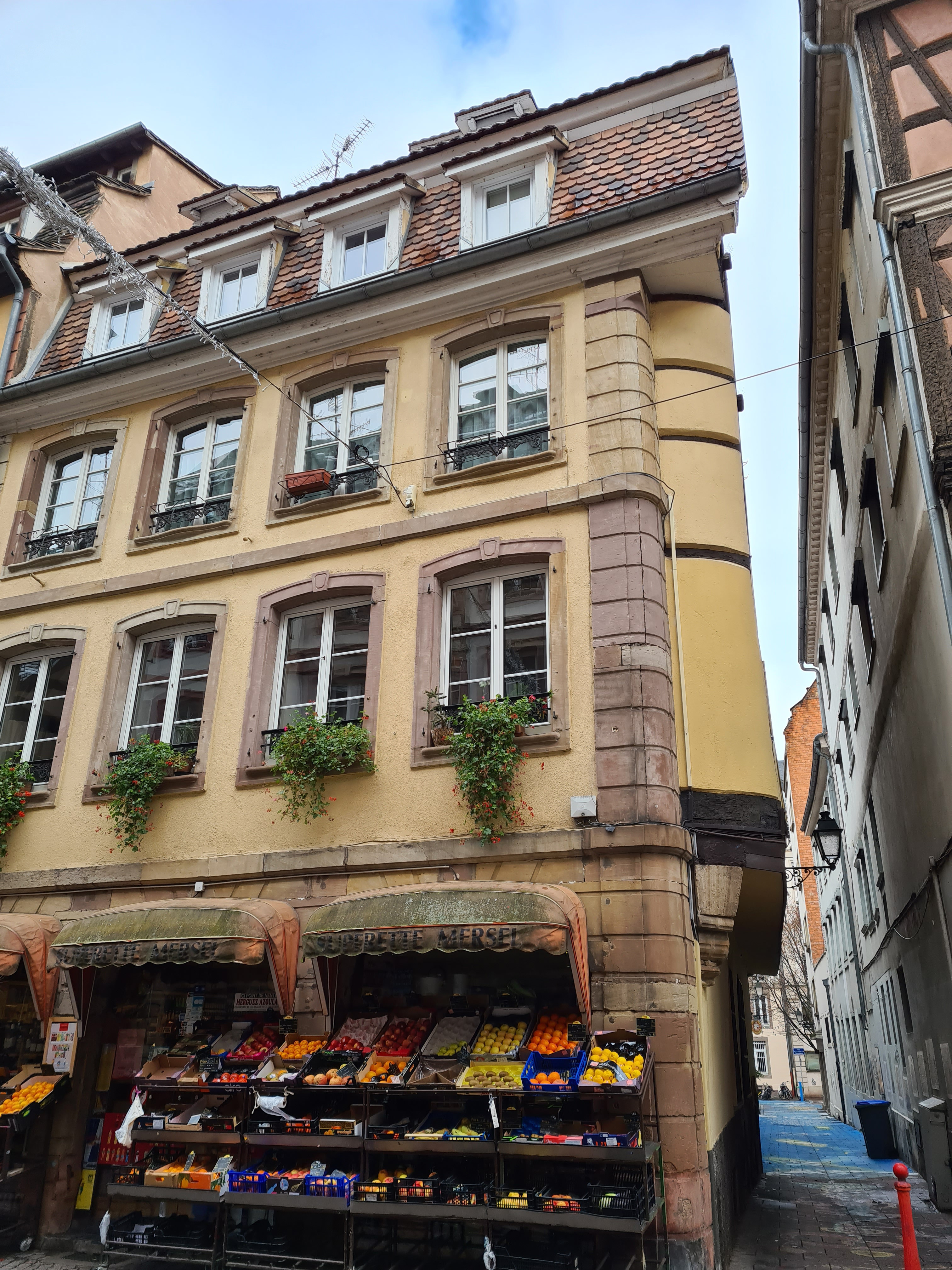
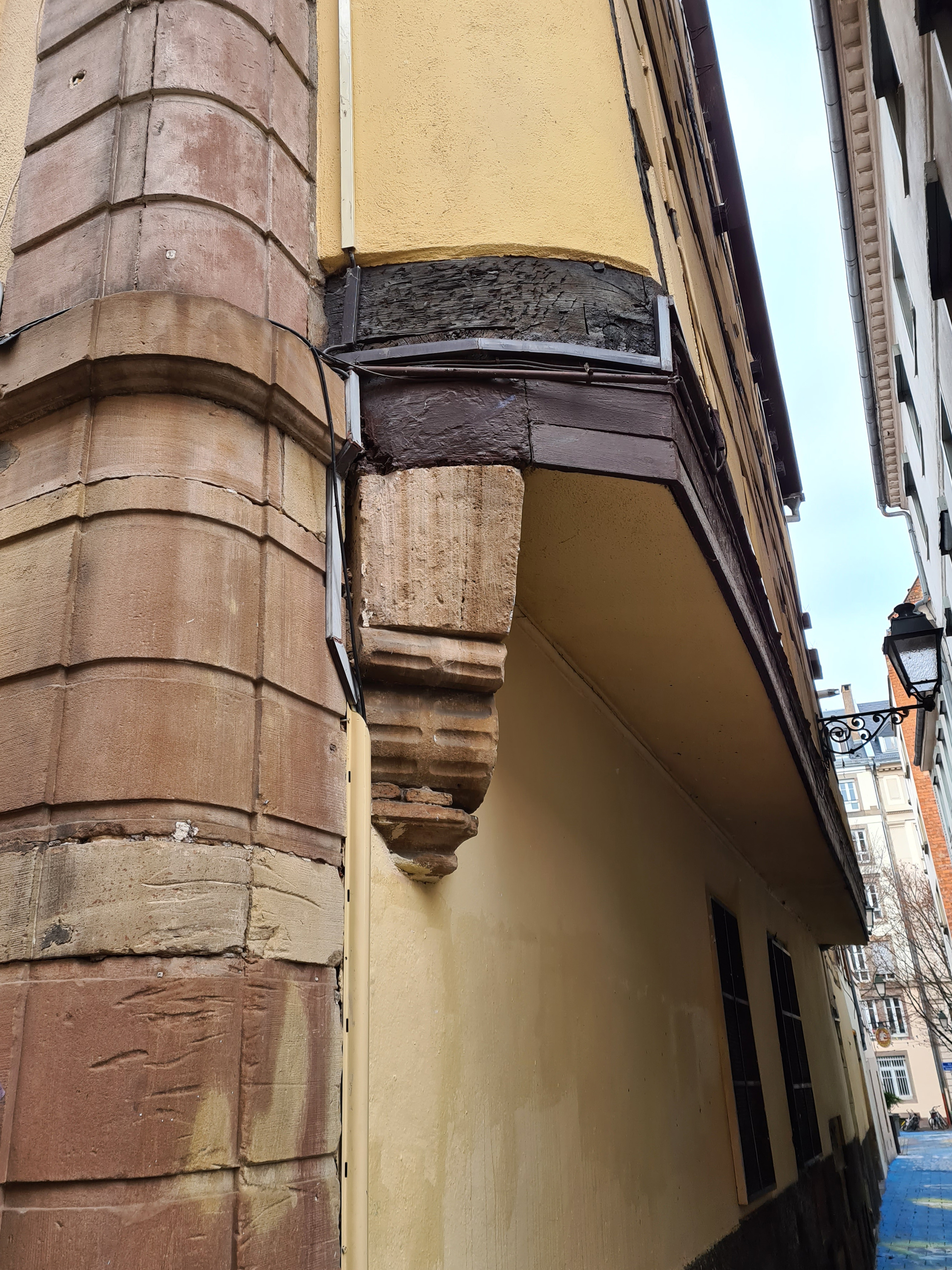